# Willem van Poitiers (kroniekschrijver)
Willem van Poitiers (Frans: Guillaume de Poitiers; Engels: William of Poitiers ) (Les Préaux bij Pont-Audemer, ca. 1020 - 1090) was een Normandische kroniekschrijver.
Willem van Poitiers stamde af van een invloedrijke Normandische familie en was soldaat voordat hij zijn priesterstudies in Poitiers voltooide. Na zijn terugkeer in Normandië werd hij kapelaan van hertog Willem II en aartsdiaken in Lisieux en viel hij op onder zijn collega’s door zijn kennis. In de korte biografie die door Ordericus Vitalis aan hem is gewijd in zijn Historia ecclesiastica, wordt vermeld dat hij ook een dichter was.
Willem van Poitiers was de auteur van een laudatio in de stijl van Sallustius over de hertog, de Gesta Guillelmi II ducs Normannorum, dewelke hij tussen 1071 en 1077 schreef. Het overgeleverde deel van dit werk - het begin en het einde zijn verloren - beslaat de periode tussen 1047 en 1068. Hoewel het werk niet erg geloofwaardig is als het gaat om zaken in Engeland, geeft de Gesta Guillelmi ons meer details over het leven van Willem de Veroveraar. Er is een gedetailleerde beschrijving van de voorbereidingen voor de Normandische verovering van Engeland, de Slag bij Hastings en de nasleep ervan. Ordericus Vitalis maakte van dit werk gebruik voor zijn geschiedenis van Normandië.
De zus van Willem was abdis van de abdij Saint-Léger in Les Préaux.

## Edities en vertalingen van zijn werk
- Gesta Guillelmi II ducs Normannorum - Histoire de Guillaume le Conquérant, Clermont-Ferrand, 2004. ISBN 2-84909-055-7
- The Gesta Guillelmi of William of Poitiers, Oxford, 1998. ISBN 0-19-820553-8 (Gesta Guillelmi in modern Engels)